# Nametil
Nametil – miasto w północnym Mozambiku, w prowincji Nampula. Według danych na rok 2007 liczyło 45 160 mieszkańców.